# Hemiexarnis nivea
Hemiexarnis nivea är en fjärilsart som beskrevs av Charles Boursin 1948. Hemiexarnis nivea ingår i släktet Hemiexarnis och familjen nattflyn. Inga underarter finns listade i Catalogue of Life.